# Еклінгероде
Еклінгероде (нім. Ecklingerode) — громада в Німеччині, розташована в землі Тюрингія. Входить до складу району Айхсфельд. Складова частина об'єднання громад Лінденберг/Айхсфельд.
Площа — 8,10 км2. Населення становить 702 ос. (станом на 31 грудня 2021).

## Галерея

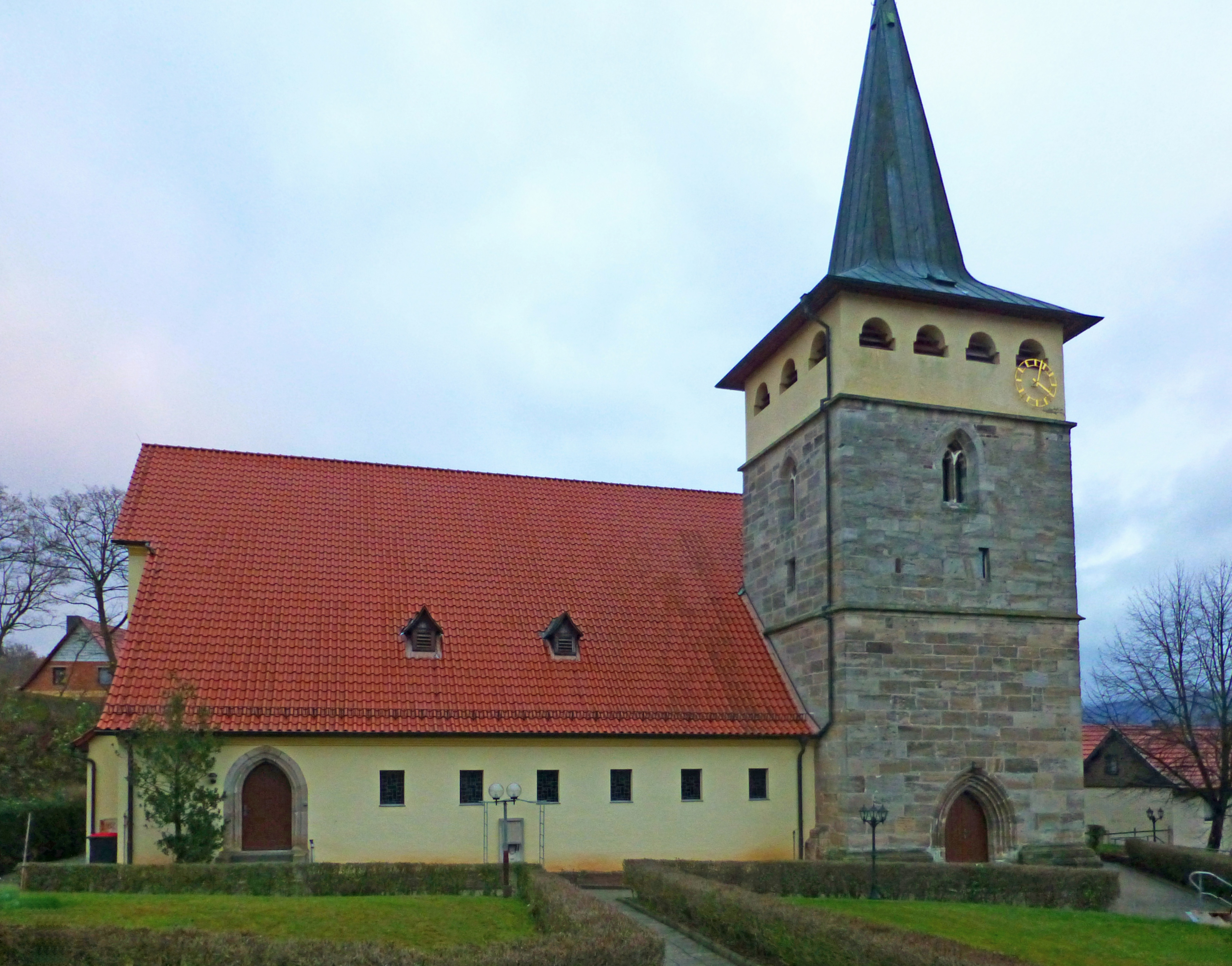